# Slavinje
Slavinje – wieś w Słowenii, w gminie Postojna. W 2018 roku liczyła 70 mieszkańców.